# The Real Kids
The Real Kids erano un gruppo  punk rock di Boston, Massachusetts guidato dal chitarrista, cantante e compositore John Felice.

## Storia
Felice (nato nel 1955) era cresciuto a Natick, Massachusetts avendo per vicino ed amico Jonathan Richman, fan dei The Velvet Underground. Alla fine del 1970, a 15 anni, si unisce a Richman nella prima formazione de The Modern Lovers. Suonò con la band ad intermittenza fino al 1973 ma, a causa degli impegni scolastici, non partecipò, nel 1972, alle registrazioni che produssero il primo album Modern Lovers.  Felice disse: "Io e Jonathan, vicini come eravamo, sai, io ero come un punk, ero un ragazzo scapestrato ma saggio. Mi piaceva molto drogarmi, mi piaceva bere, e Jonathan stava con gli occhi spalancati, niente droghe, non mangiava niente salvo il cibo sano...".
Felice allora decise di avviare la sua band, e formò The Real Kids (originariamente chiamato The Kids) nel 1972, con Rick Coraccio, Steve Davidson e Norman Bloom. Essi divennero una band di successo dal vivo nella zona di Boston (suonano anche al The Rathskeller di Boston, conosciuto come Rat), suonando "un tipo di musica aggressiva e di impatto, no le schifezze rock che riandavano a Chuck Berry, avevano più una somiglianza coi gruppi della British Invasion più attuali, indicando la strada verso il punk del futuro". Oltre ai brani scritti da Felice, eseguivano cover dei classici di Eddie Cochran, Buddy Holly e altri. Non fecero registrazioni fino al 1977, quando la formazione era cambiata e comprendeva Felice, Billy Borgioli, Allen "Alpo" Paulino e Howie Ferguson.  Il loro unico album in studio, The Real Kids, venne pubblicato nel 1978 dalla Red Star, la stessa etichetta che aveva pubblicato i Suicide. Tra i 12 brani del disco c'erano le reinterpretazioni Rave On di Norman Petty, Roberta di Gene Vincent e My Way di Eddie Cochran. In Italia l'album appare nella collana punk New Wave Rock.
Pur continuando a suonare occasionalmente con formazioni diverse ma con lo stesso nome di The Real Kids, Felice ha anche lavorato per un certo tempo come roadie per i Ramones. Si è poi trasferito in California dove ha fondato i Taxi Boys (aveva anche fatto il tassista). Tornato a Boston, The Real Kids si riformarono per un tour in Europa e pubblicarono un album dal vivo, Hit You Hard per l'etichetta francese New Rose nel 1983. Alpo Paulino (che già era stato anche con i Nervous Eaters) e Billy Borgioli poi abbandonarono la band per formare i Primitive Souls. Nel 1988, Felice formò un nuovo gruppo, John Felice and The Lowdowns, pubblicando l'album "Nothing Pretty" per la Ace of Hearts Records, in seguito ripubblicato dalla Norton Records. Gli album con la New Rose sono prodotti da Andy Paley dei Paley Brothers.
The Real Kids si sono riuniti in diverse altre occasioni.  Essi hanno suonato regolarmente nel 1998-99, compreso un concerto a New York City per capodanno.

## Formazione
- John Felice (voce, chitarra)
- Rick Coraccio (basso)
- Steve Davidson (chitarra)
- Billy Cole (chitarra)
- Norman Bloom (batteria)
- Billy Borgioli (chitarra)
- Alan "Alpo" Paulino (basso)
- Howard Ferguson (batteria)

## Discografia

### Album
- 1978 - The Real Kids (Red Star)
- 1982 - Outta Place (New Rose)
- 1983 - All Kindsa Jerks Live (New Rose)
- 1983 - Hit You Hard (live) (New Rose)
- 1993 - Grown Up Wrong (Norton Records)
- 2001 - Senseless

### EP
- 1999 - Down to You
- 2005 - Foggy Notion (Norton Records)

### Singoli
- 1977 - All Kindsa Girls / Common at Noon (Sponge)
- 1977 - All Kindsa Girls / Taxi Boys (Red Star)
- 1983 - She / She's a Mess
- 1993 - Hot Dog (Live, 1976) / Just Like Darts (Live, 1978)
- 1994 - Now You Know / Who Needs Ya

### Raccolte
- 1993 - Outta Place/All Kindsa Jerks Live
- 1999 - Better Be Good
- 1999 - No Place Fast
- 2001 - The New Rose Years